# Friedrich Wilhelm Schönherr
Friedrich Wilhelm Schönherr (Halle, Alemanya, 10 de juliol de 1893 - 1980) fou un compositor alemany.
Feu els seus estudis en la Frank Stiftung i en els Seminaris de Halle i Leipzig, tenint per a professors a Riemann, C. Compes de la Porte, Reinecke, Scheing, Volkelt i Götz. El 1920 Domkantor a Halle; el 1924 director de l'Acadèmia de Cant en la mateixa ciutat, i el 1925 director de l'Associació musical Treue. El 1925 l'Estat li assignà una paga per al foment de l'art musical.
Se li deu el cicle de cants (Kantatenzyclus) Jesus Christus; una missa per a solo, cor de dones, instruments de corda i orgue; una sèrie de càntics religiosos, etc.